# Gary Kulesha
Gary Kulesha (* 22. August 1954 in Toronto) ist ein kanadischer Komponist, Dirigent, Pianist und Musikpädagoge.

## Leben und Wirken
Kulesha war am Royal Conservatory of Music Schüler von William G. Andrews und Samuel Dolin und studierte von 1978 bis 1981 in England bei John McCabe und 1982 bei John Corigliano in New York. In den 1970er Jahren war er überwiegend als Dirigent (u. a. für den Rundfunk der CBC) tätig. Von 1981 bis 1985 leitete er die Kammermusik-Workshops beim Stratford Festival, ab 1983 war er dort auch Chefdirigent. Von 1987 bis 2004 war er künstlerischer Leiter des Composer Orchestra, mit dem er CD- und Rundfunkaufnahmen einspielte.
1988 wurde Kulesha Composer in Residence beim Kitchener-Waterloo Symphony Orchestra, das er 1991 bei der Uraufführung seiner Ouvertüre The Gates of Time leitete. Während seiner Zeit als Composer in Residence der Canadian Opera Company 1993 bis 1995 entstand seine erste Oper Emma, die von der Company uraufgeführt wurde. Aus der Zusammenarbeit mit dem Toronto Symphony Orchestra entstanden Werke wie seine Symphony für Orchester und zwei Dirigenten, deren Uraufführung er gemeinsam mit Jukka-Pekka Saraste leitete, The Gates of Time (1999)  und The True Colour of the Sky (2000). 2003 erhielt er neben Alexina Louie und Denys Bouliane den Komponistenpreis des von Pinchas Zuckerman geleiteten National Arts Centre Orchestra, mit dem er in den folgenden Jahren zusammenarbeitete.
Kulesha unterrichtet an der University of Toronto und ist dort Leiter des Contemporary Music Ensemble. Er ist mit der Komponistin Larysa Kuzmenko verheiratet.

## Werke
- 3 Sonatinas für Klavier, 1969–71
- Sonata für Klavier, 1970
- Sonata for Two Pianos, 1970–72
- Trio für Violine, Viola und Cello, 1971
- Sonatina für Tuba und Klavier, 1972
- A Study in Time für Tuba und Klavier, 1972
- The Green Apple Two-Step für Tuba und Klavier, 1973
- Divertimento für Bläserquintett, 1973
- 2 Songs on texts by Emily Dickinson für gemischten Chor, 1973, 1979
- Variations on a Theme by Paganini für Trompete und Klavier, 1974
- Humoreske für Tuba und Klavier, 1974
- Burlesque für Tuba und Klavier, 1974
- Stardrive (March in F) für Blaskapelle, 1974
- Variations für Bläser, 1975
- Sonata für Horn, Tuba und Klavier, 1975
- Visions für Tuba und Klavier, 1975
- Three Lyric Pieces für Block- oder Querflöte und Klavier oder Orgel, 1975
- Divertimento für Streichorchester, 1975
- Concerto für Bläserquintett, Streicher und Klavier, 1976
- Prelude and Fugue für Trompete und Klavier, 1976
- Bohemian Dance für Tuba und Klavier, 1976
- Sonata für Tuba und Orgel, 1976
- Three Complacencies für Bassklarinette und Tuba, 1976
- Divertimento für Concert Band, 1976
- Overture für Concert Band, 1977
- Duo für Bassklarinette und Klavier, 1977
- Divertimento für Quintett, 1977
- Essay für Orchester, 1977
- 3 Caprices für Solovioline, 1977–78
- Sonata für Trompete, Tuba und Klavier, 1978
- Monument for Piano 4 hands, 1978
- Aphorisms für Klavier, 1978
- Concerto für Tuba und Orchester oder Klavier zu vier Händen, 1978–81
- Trio für Flöte, Cello und Klavier, 1979
- Concertante Music für Sopransaxophon und Bläserquintett, 1979
- Suite for Two Trumpets "The Grand Canyon", 1979
- Ensembles für Bläser, 1979
- March in B Flat für Blaskapelle, 1979
- Concertino für Flöte und Bläserensemble, 1979
- Attitudes für Klarinette und Klavier, 1980
- Mysterium Coniunctionis für Klarinette, Bassklarinette und Klavier, 1980
- Divertimento für Bläsertrio, 1980
- Two Pieces für Bläserquintett, 1980
- Secrets für Flöte und Klavier, 1980
- Song and Dance für Violine und Klavier, 1980
- Second Sonata für Klavier, 1980
- Love Songs für Stimme und Klavier, 1980
- Lifesongs für Alt und Streichorchester, 1985
- Invocation and Ceremony für Solosaxophon, 1981
- Nocturne and Toccata für Klavier und Perkussion, 1981
- Passacaglia Cadenzas and Finale für Trompete, Tuba und Klavier, 1981
- Suite für Perkussionsquartett, 1981
- Encore and Reggae für Marimba und Tuba, 1981
- Second Suite for Two Trumpets "Pike's Peak", 1981
- First Chamber Concerto für Holz- und Blechbläserquintett und Perkussion, 1981
- Second Chamber Concerto für Trompete, Klavier und Bläserensemble, 1982
- Capriccio für Streichquartett, 1982
- Festival Dances für Akkordeon, Viola, Cello, Bass und Perkussion, 1982
- Pentagram für fünf Trompeten, 1982
- Canticles für Bläserquintett und Orgel, 1982
- 6 Bagatelles "from the Devil's Dictionary" für Bläserquintett, 1971–93
- Piece für Tuba und Klavier, 1983
- Angels für Marimba und Tonband, 1983
- Two Pieces for Band, 1983
- Third Chamber Concerto für konzertierende Bassklarinette und Bläseroktett, 1983
- Fanfare for 10 Trumpets for Queen Elizabeth, 1984
- Jazz Music für Bläserquintett, Klavier und Marimba, 1984
- Second Essay für Orchester, 1984
- Celebration Overture für Orchester, 1985
- Nocturne für Kammerorchester, 1985
- Serenade für Streichorchester, 1985
- Lifesongs für Alt und Streichorchester, 1985
- The Emperor of Ice Cream für Klarinettenquartett, 1985
- Soundings für Bläser, 1985
- Third Sonata für Klavier, 1986
- Complex für elektrischen Bass und Tonband, 1986
- Sonata für Cello und Klavier, 1986–87
- Red Emma, Oper (Libretto von Carol Bolt), 1986–95
- Political Implications für Klarinettenquartett, 1987
- Mythologies for Two Pianos, 1987
- Night Music für Stimme und Klavier (nach Texten von William Shakespeare, Percy Bysshe Shelley und Lord Byron), 1987
- Journey Into Sunrise für Saxophonquintett und Orchester, 1987
- Demons für Tuba und Tonband, 1987–88
- Dreams für Orchester, 1988
- The Drift of Stars für Orchester und Kinderchor, 1988
- Ghosts für Bassklarinette, Klavier oder Vibraphon, Tonband und Liveelektronik, 1988
- The Drift of Stars für Orchester und Kinderchor, 1988
- Snake für Bariton und Kammerensemble (nach D. H. Lawrence), 1988
- Fourth Chamber Concerto für konzertierende Blechbläser und Perkussion, Bläser und Streicher, 1988–89
- 4 Canadian Folk Songs für Stimme und Saxophonquintett, 1989
- "I saw how strangely the planets gathered..." für Ensemble, 1989
- Toccata für Soloperkussion und Tonband, 1989
- Concerto für Marimba, Bassklarinette und kleines Orchester, 1989
- The Midnight Road (Third Essay for Orchestra), 1990
- Shaman Songs für gemischten Chor, Klarinette und Streichquartett, 1990
- Fifth Chamber Concerto für Oboe und dreizehn Spieler, 1990–91
- Wild Swans für gemischten Chor, Harfe, Klavier, Marimba und Cello (Text von William Butler Yeats), 1991
- Fantasia Quasi Una Sonata für Violine und Klavier, 1991
- Trio für Violine, Cello und Klavier, 1991
- The Gates of Time, 1991
- Concerto für Blockflöte und kleines Orchester, 1991
- A Book of Mirrors für zwei Klaviere und Perkussion, 1992
- Concerto for Viola and Chamber Orchestra, 1992
- Concertante Dances, 1993
- "...and dark time flowed by her like a river..." für Violine, Viola oder Cello und Klavier, 1993
- Masks für Blockflöte und Gitarre, 1994
- Two Pieces for Piano, 1994
- Pro et Contra für Violine und Cello, 1995
- Conceits für Blockflöte solo, 1995
- Quintet-Sonata für Marimba und Streichquartett, 1996
- Sinfonia for Brass Band, Piano, and Harp, 1995
- Four Fantastic Landscapes für Klavier, 1996
- Symphony für Orchester und zwei Dirigenten, 1997
- Concerto für Violine und Orchester, 1998
- Sextet für Flöte, Oboe, Vibraphon, Klavier, Violine und Cello, 1998
- Concerto for Accordion and Brass Band, 1998
- Partita für Klavier und Streichorchester, 1999
- The True Colour of the Sky, 1999
- The Last Duel, Oper (Libretto von Michael Albano), 1999–2000
- Syllables of Unknown Meaning, 2000
- Blue Heron on Old Mill Bridge für Sopran und Klavier (Text von Raymond Souster), 2000
- Trio #2 für Violine, Klavier und Cello, 2000–01
- Concerto für Streicher, Harfe und Perkussion, 2001
- The Rose, 2002
- Second Concerto für Violine und Kammerorchester, 2002
- Give us peace für achtstimmigen gemischten Chor, 2002
- Sixth Chamber Concerto für Oboe, Englischhorn, Fagott, Kontrafagott, zwei Violinen, Viola, Cello und Kontrabass, 2002
- Night Watch für gemischten Chor und Klarinette (Text von Charles G. D. Roberts), 2003
- Variations on a Theme by Benjamin Britten, 2003
- Trio für Horn, Violine und Klavier, 2004
- Cages für Soloperkussion und Tonband, 2004

## Weblink
- Homepage von Gary Kulesha